# Province de Lau
Pour les articles homonymes, voir Lau.

La province de Lau est une des quatorze provinces des Fidji. Son chef-lieu est Tubou, à la pointe méridionale de l'île de Lakeba. Elle se compose pour l'essentiel de l'archipel des Lau. Sur une superficie de 487 km², elle compte 12 211 habitants (1996). La province est équipée d'un aérodrome.

## Annexe